# توکانچه نوک‌خال‌خالی
توکانچه نوک‌خال‌خالی(نام علمی: Selenidera maculirostris) نام یک گونه از سرده توکانچه‌های دورنگی است.